# Mannen aan de Zee

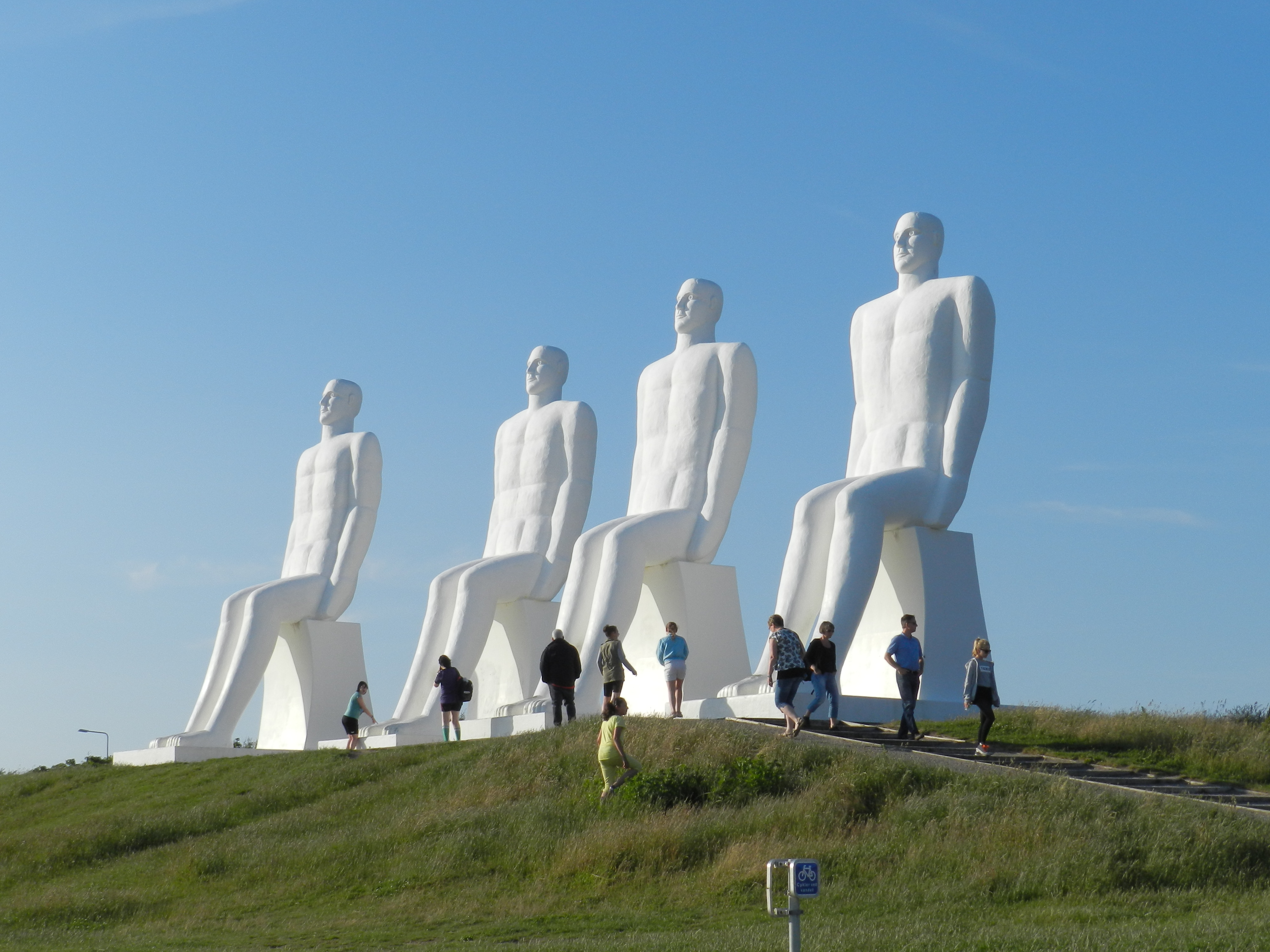
Mennesket ved Havet

Mannen aan de Zee (Deens : Mennesket ved Havet) is een 9 meter hoge sculpturengroep in de Deense stad Esbjerg. Het werd ontworpen door beeldhouwer, schilder en graficus Svend Wiig Hansen.
De sculpturen zijn gemaakt van wit beton en portretteert vier zittende mannen die uitkijken over het water van de Waddenzee. De beelden zijn onder andere geïnspireerd op de moai van Paaseiland en beeldt de pure en onbedorven man uit in ontmoeting met de natuur. In de volksmond wordt het kunstwerk ook wel De 4 hvide mænd genoemd, oftewel De vier witte mannen. 
In het oorspronkelijke ontwerp uit 1954 had de kunstenaar de beelden willen plaatsen op Grenen, het noordelijkste punt van Denemarken, maar dit plan werd nooit gerealiseerd. Uiteindelijk werden de beelden gebouwd ter gelegenheid van de honderdste verjaardag van de gemeente Esbjerg in 1994. De uitvoering kostte ruim vier miljoen Deense kronen en de financiering kwam voor rekening van de gemeente, het Deense kunstfonds en particuliere sponsors. Op 28 oktober 1995 werd het kunstwerk onthuld aan het strand van Esbjerg. 
De reusachtige beelden trekken veel toeristen aan en zijn sinds de plaatsing uitgegroeid tot een symbool van de stad Esbjerg. Bij helder weer zijn de sculpturen tot een afstand van tien kilometer uit de kust te zien.

## Foto's

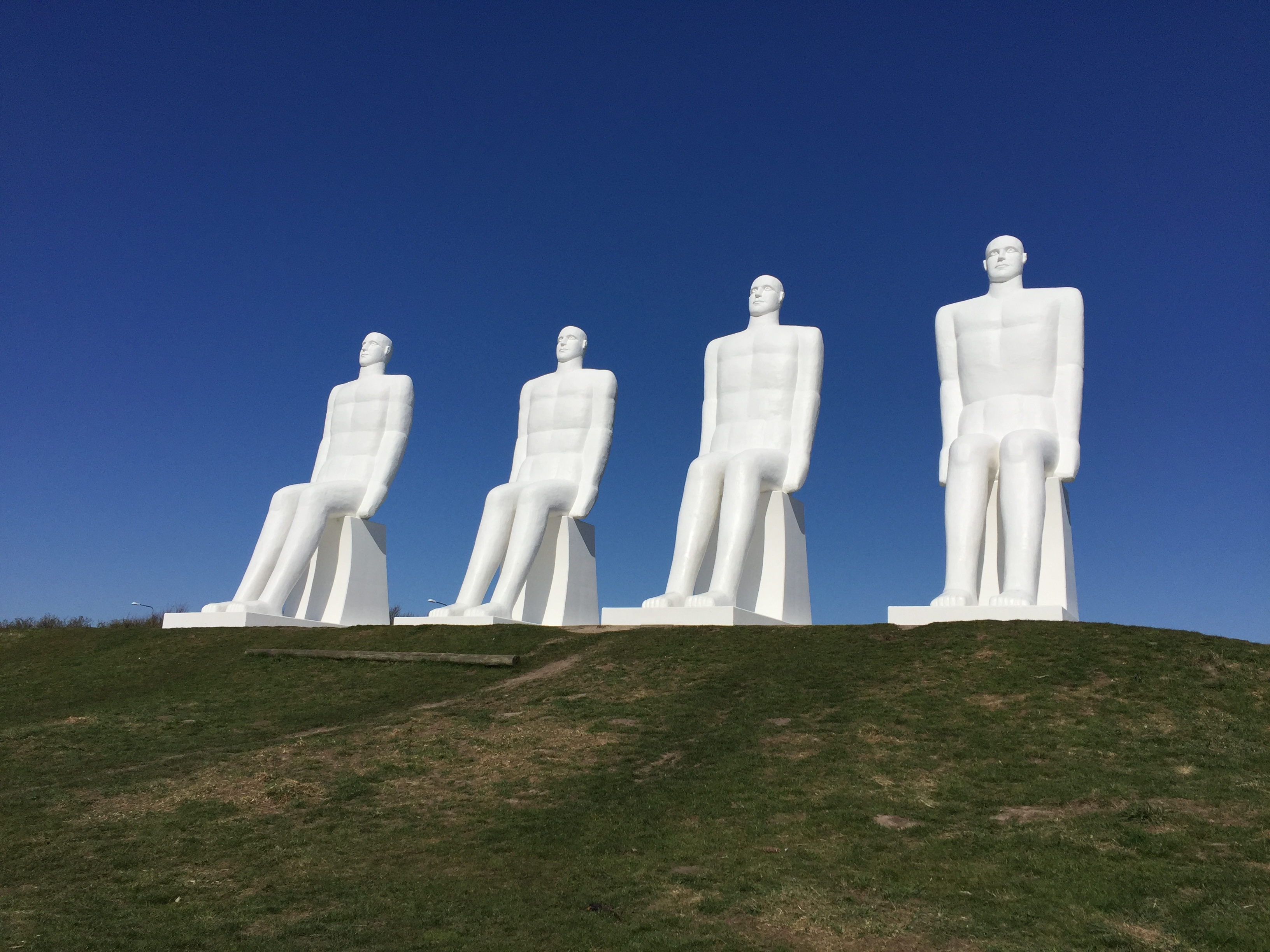
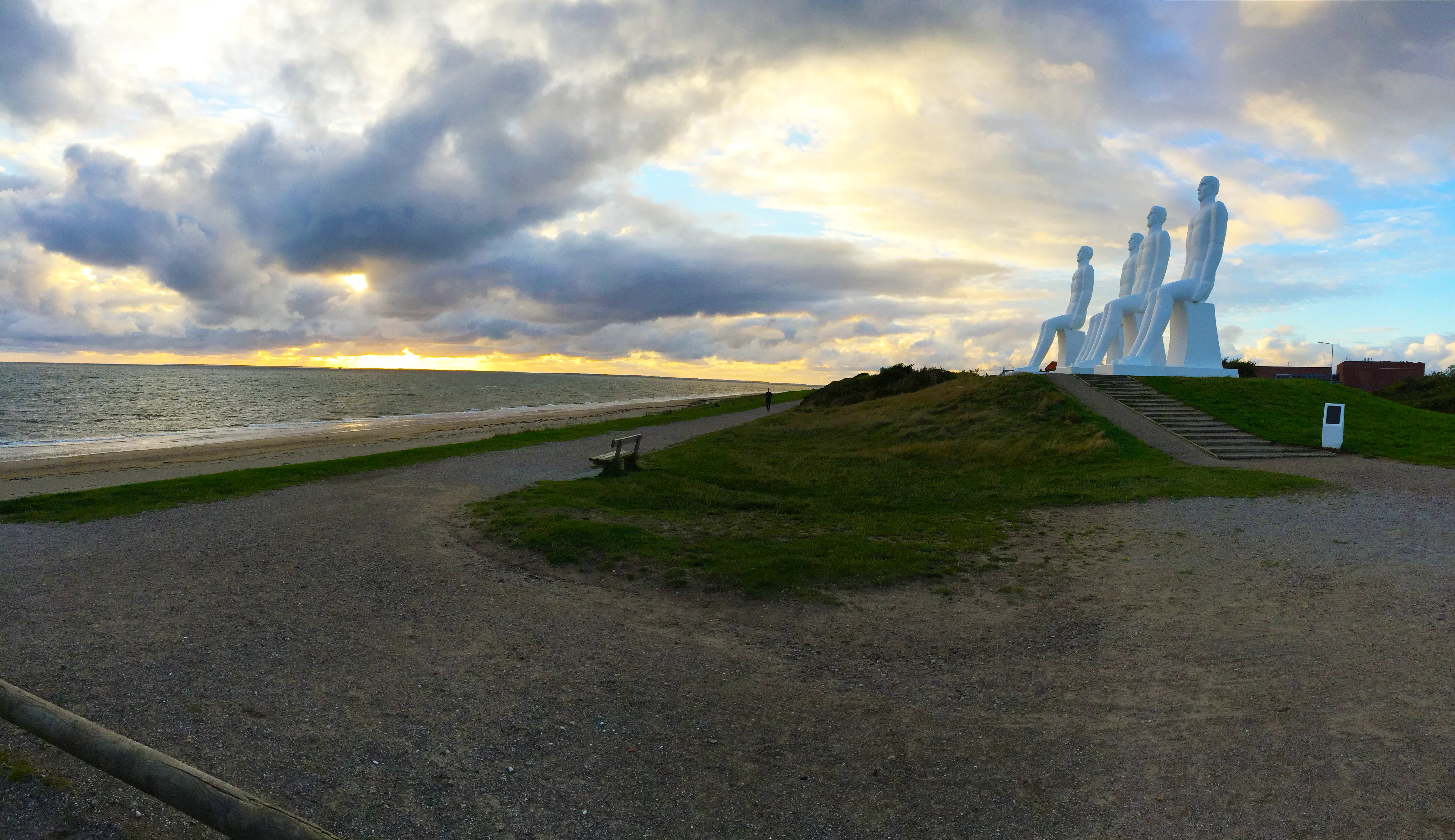